# 2016年韓国プロ野球八百長事件
2016年韓国プロ野球八百長事件は、韓国プロ野球（KBO）の一部選手が関与し、金銭を受け取って勝負を不正に操作した八百長事件である。

## 概要
2016年7月20日に発覚したKBOリーグ2度目の勝負操作事件およびそれに関連する賭博事件。
主犯として永久失格になった2名を含め、合計6名の現役野球選手が捜査された。

## 事件の展開
2012年の韓国プロ野球八百長事件から4年後の2016年7月16日、NCダイノスの李太陽(以下、李)が数千万ウォンを受けて操作に臨んだという事実を告白し、NCより契約を解除された。
検察は李に勝負操作を依頼したブローカー2人を拘束して陳述を確保した。 ブローカーの曹某氏は7月初めに逮捕され、不法賭博サイトを運営した崔某氏は6ヶ月前に逮捕された後に1年2ヶ月懲役刑を宣告されて当時服役中だった。
20日にはJTBCの報道で首都圏チーム（斗山ベアーズ、LGツインズ、ネクセンヒーローズのいずれか）に所属する野手も捜査中という記事が浮かび上がった。 放送で使われた画面が木洞野球場で開かれたLGとネクセンの2014年の試合であり、打者は当時軍服務中だった文宇藍(以下、文)だと21日夜明けに明らかになった。 これでネクセン出身の選手が再び勝負操作にかかわったもようになった。 
21日に李はお金をもらって勝負操作をした疑いで起訴され、文は勝負操作を謀議し提案した疑いで軍検察に移行された 。そして勝負操作を先に提案した人はブローカーでなく文だと明らかになって衝撃はもっと大きかった。 
さらに24日には起亜タイガースの柳昌式(以下、柳)が勝負操作加担で自首をしたという記事が出た。しかし球団側に自首した時はただ一度操作に加担したといったが2014年4月19日の試合でもさらに操作し不法スポーツ賭博にまで参加していたことが判明した。これを受け、検察は不正賭博に関する捜査を開始。
柳の供述によって彼が関与した勝負操作の主な内容が「初回にフォアボールを出す」という事実が判明すると、KBOは1回にフォアボールが出された1,950試合を伝授調査すると出た。 また、柳は第一の勝負操作で200万ウォン、第二の勝負操作で100万ウォンをブローカーより受け取っていたことが判明した。
27日聯合ニュース報道によれば新しく投手1人が検察の召還対象に上がったという。それも国家代表チーム出身に今年のシーズン最多勝20位内の投手だと指定された。また、柳は既に明らかになった2件だけでなく追加2件の勝負操作疑惑があると警察側で見ているという。他の内容の記事でも国家代表捕手出身であるBも疑いをかけられていると分かったと報道され、具体的に言及された選手は今年の年俸が2億を越える選手たちという内容が書かれた。
30日には勝負操作疑惑を受けている投手Aこと李在學を1軍から抹消したと明らかにした。さらに2010年引退した投手Lがこれと関連して召還調査を受けたという。
8月5日、今回の事件に関連して初めて開かれた初公判で李が検察から国民体育振興法違反で懲役1年、執行猶予2年、追徴金2,000万ウォンを求刑された。 
8日に野球選手協会は緊急記者会見を持って謝罪および再発防止と調査に積極的に協力すると宣言した。そして次の日である9日に5個の球場で電光掲示板には謝罪文面が送出され選手たちは競技開始前におわびの挨拶を述べた。
8月26日に李には懲役10カ月、執行猶予2年の実刑判決が下され、李は刑量を減らすために控訴した。控訴自体は憲法に保障された国民の権利だが、すでに野球人生は終わったのに悪足掻きだと批判を受けた。また柳には懲役2年6月、3年間の失格処分が下された。柳は自首したため永久失格こそ免れたが契約するチームはなく、2017年は独立リーグに所属した後に現役引退。 
9月7日、検察はNC球団を電撃押収捜索した。記事によればNC球団が選手たちの勝負操作事件を隠蔽しようとしていた疑いがあるとわかった。 さらに続いた記事で李在學の勝負操作情況を発見したという。これを受けてNCは李在學をプレーオフ・韓国シリーズのエントリーから除外した。
25日には2014年まで在籍していた李星民が勝負操作に関与していた事実をNCダイノスが隠蔽していたことが検察により発表された。李星民には勝負操作の嫌疑がかけられ2016年限りで当時所属していたロッテ・ジャイアンツから任意脱退処分となった。
11月7日10時にプロ野球勝負操作捜査結果を公開した。直、間接的にブローカーを含む6人が加担したNC球団は当時NC所属だった李星民の勝負操作事実を知ったにもかかわらず意図的に隠して新生球団特別指名保護選手名簿から除外しKTウィズが指名、10億ウォンの不当利益を得たと見た。
21日には文の証拠隠蔽情況が捉えられて法廷拘束された。この時点で李、文、李星民の3人は野球選手としての資格を失い、KBOはもちろんNPB、MLB、CPBLともいかなる契約もできなくなった。
7日には勝負操作捜査結果無嫌疑で解放された李在學が斗山ベアーズ時代に不法賭博をしたと知らされた。そして前職・現職選手多数が7億ほどの不法賭博に加担した情況を警察側が確認した。 
8日ハンファ・イーグルス投手の安承珉が不法賭博に加担した疑惑で検察に送検された。
9日には元斗山ベアーズ投手の陳ヤコプが李在學と共に不法賭博をしたことが明らかになったが公訴時効満了で不起訴処分された。
2017年2月、李星民の移籍料疑惑に関しての嫌疑が晴れた。
2017年11月に李星民には懲役8か月、執行猶予2年の実刑判決が下された 。李星民は控訴したが、前述の通り任意脱退公示されたため野球人生は既に終わっている。
2018年8月、李星民は控訴審でも有罪を宣告され刑が確定。
12月に李と文は一連の行為を謝罪する記者会見を開いた。またこの時点で李宅根による文への暴力事件も発覚し、新たな議論の火種となった。さらに、文がブローカーと初めて接触したのは李宅根による暴行を受けて入院している時のことだということも明らかになり、李宅根への非難も強まった。

## 勝負操作が確認された試合

### 李の場合
いずれもNCダイノス時代。計4回。
2015年5月29日起亜タイガース戦
ブローカーの要求は「1回に失点する」。李は1回に2失点し成功。
2015年7月31日ネクセン・ヒーローズ戦
ブローカーの要求は「4イニング以上投げて両チーム合計6得点以上」。李は4回までに1失点に終わり失敗。なおこの試合には文も関与していた。
2015年8月6日ロッテジャイアンツ戦
ブローカーの要求は「1回にフォアボールを出す」。李は2番打者鄭勳に四球を与え成功。
2015年9月15日KTウィズ戦
ブローカーの要求は「1回にフォアボールを出す」。李はこの回をゴロ2つフライ1つで抑え失敗。

### 文の場合
ネクセン・ヒーローズ時代。計4回。
2015年7月31日NCダイノス戦
ブローカーの要求は「4イニング以上で両チーム合計6得点以上」。文は4回までに1得点に終わり失敗。なおこの試合には李も関与していた。

### 柳の場合
いずれもハンファ・イーグルス時代。計2回。
2014年4月1日三星ライオンズ戦
ブローカーの要求は「1回にフォアボールを出す」。柳は3番打者朴錫珉に四球を与え成功。
2014年4月19日LGツインズ戦
ブローカーの要求は「1回にフォアボールを出す」。柳は3番打者ジョシュ・ベルに四球を与え成功。

### 李星民の場合
NCダイノス時代。計1回。
2014年7月4日LGツインズ戦
ブローカーの要求は「1回にフォアボールを出す」。李星民は1番打者呉智煥に四球を与え成功。

## 備考
2018年4月、斗山ベアーズの李映河とロッテジャイアンツの呉賢擇が勝負操作の提案を持ちかけられたことを申告した。この2名は同年11月にKBOから報奨金を受け取ることができた。